# Italie aux Jeux olympiques d'été de 1928
L'Italie a participé à ses septièmes Jeux d'été aux Jeux d'Amsterdam en 1928.
Avec dix-neuf médailles (sept d'or, cinq d'argent et sept de bronze), les athlètes italiens se sont classés à la cinquième place du classement des nations.
Avec quatre médailles dont trois d'or, la boxe a été la discipline la plus prolifique pour la délégation italienne.

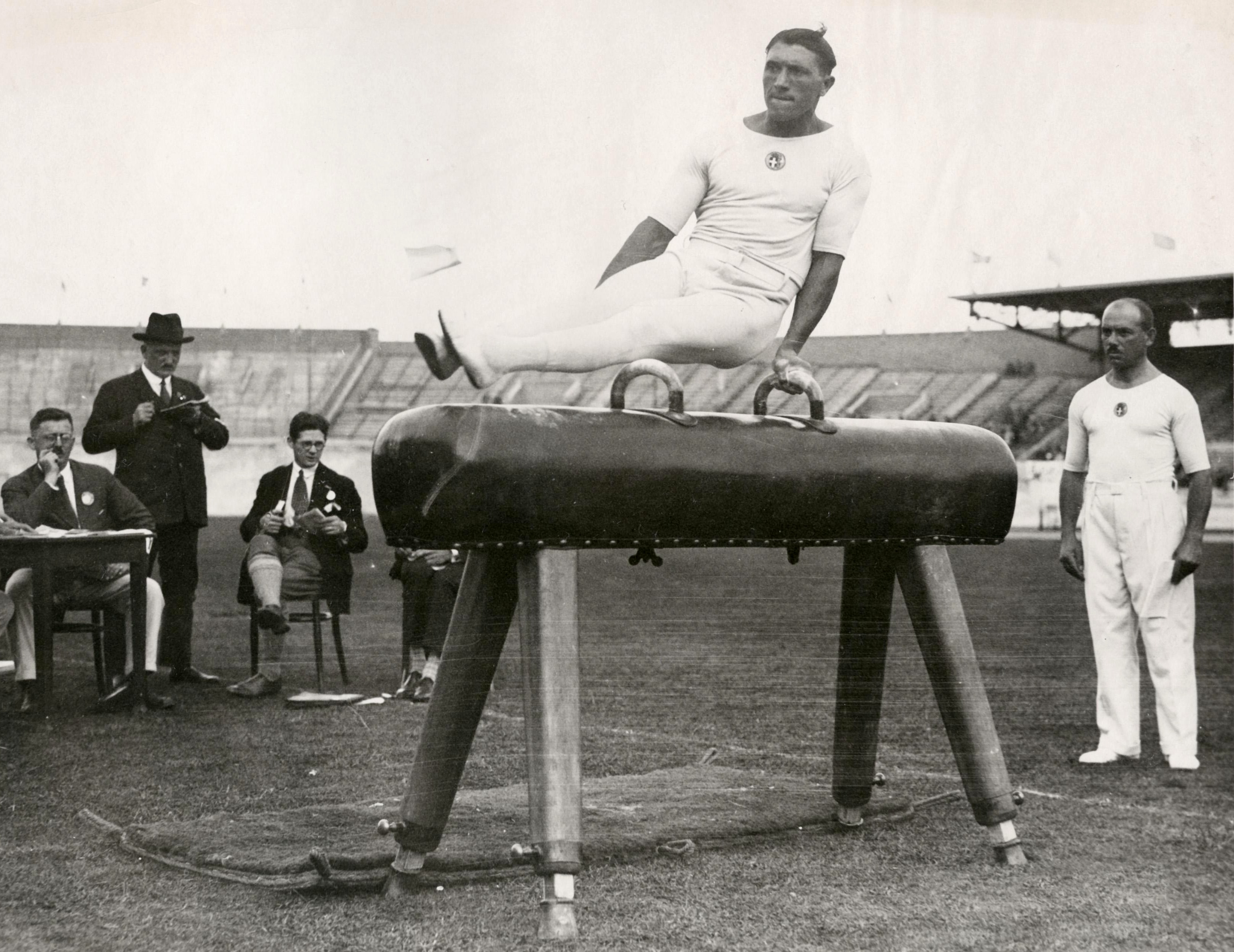
Romeo Neri vice-champion olympique en gymnastique.

## Liste des médaillés italiens

### Médailles d'or
| Sport              | Discipline               | Sportifs                                                                                                   | Performance  |
| Médailles d'or : 7 |                          | |              |
| Aviron             | Quatre avec barreur      | Valerio Perentin Giliante D'Este Nicolò Vittori Giovanni Delise Renato Petronio                            | 6 min 47 s 8 |
| Boxe               | Coqs 50.8-53.5 kg        | Vittorio Tamagnini                                                                                         |              |
| Boxe               | Légers 57.2-61.2 kg      | Carlo Orlandi                                                                                              |              |
| Boxe               | Moyens 66.7-72.6 kg      | Piero Toscani                                                                                              |              |
| Cyclisme sur piste | Poursuite par équipe (H) | Cesare Facciani Giacomo Gaioni Mario Lusiani Luigi Tasselli                                                | 5 min 01 s 8 |
| Escrime            | Fleuret par équipe (H)   | Ugo Pignotti Giulio Gaudini Giorgio Pessina Gioacchino Guaragna Oreste Puliti Giorgio Chiavacci            |              |
| Escrime            | Épée par équipe (H)      | Carlo Agostoni Marcello Bertinetti Giulio Basletta Giancarlo Cornaggia Medici Renzo Minoli Franco Riccardi |              |

### Médailles d'argent
| Sport                  | Discipline                      | Sportifs | Performance |
| Médailles d'argent : 5 |                                 | |             |
| Escrime                | Sabre par équipe (H)            | Bino Bini Renato Anselmi Gustavo Marzi Oreste Puliti Emilio Salafia Giulio Sarrocchi |             |
| Gymnastique            | Barre fixe (H)                  | Romeo Neri | 19,00 pts   |
| Gymnastique            | Concours général par équipe (F) | Bianca Ambrosetti Lavinia Gianoni Luigina Giavotti Virginia Giorgi Germana Malabarba Clara Marangoni Luigina Perversi Diana Pizzavini Luisa Tanzini Carolina Tronconi Ines Vercesi Rita Vittadini | 289,00 pts  |
| Haltérophilie          | Plumes –60 kg                   | Pierino Gabetti | 282,5 kg    |
| Haltérophilie          | Moyens 67.5–75 kg               | Carlo Galimberti | 332,5 kg    |

### Médailles de bronze
| Sport                   | Discipline                                  | Sportifs | Performance  |
| Médailles de bronze : 7 |                                             | |              |
| Aviron                  | Quatre sans barreur                         | Cesare Rossi Pietro Freschi Umberto Bonadè Paolo Gennari | 6 min 31 s 6 |
| Boxe                    | Mouches -50.8 kg                            | Carlo Cavagnoli |              |
| Escrime                 | Fleuret (H)                                 | Giulio Gaudini |              |
| Escrime                 | Sabre (H)                                   | Bino Bini |              |
| Football                | Tournoi olympique                           | Italie Elvio Banchero Virgilio Felice Levratto Pietro Pastore Gino Rossetti Attilio Ferraris Enrico Rivolta Felice Gasperi Alfredo Pitto Pietro Genovesi Antonio Janni Fulvio Bernardini Silvio Pietroboni Andreis Viviano Delfo Bellini Umberto Caligaris Virginio Rosetta Giampiero Combi Giovanni De Prà Adolfo Baloncieri Mario Magnozzi Angelo Schiavio Valentino Degani |              |
| Lutte                   | Lutte gréco-romaine Poids coq, -58 kg       | Giovanni Gozzi |              |
| Lutte                   | Lutte gréco-romaine Poids plume, 58 - 62 kg | Gerolamo Quaglia |              |

## Sources
- (en) Cet article est partiellement ou en totalité issu de l’article de Wikipédia en anglais intitulé « Italy at the 1928 Summer Olympics » (voir la liste des auteurs).